# Rali da Acrópole
Rali da Acrópole (em grego: Ράλλυ Ακρόπολις) foi uma das mais míticas e duras provas do Campeonato Mundial de Rali (WRC) entre 1973 e 2013, tendo depois integrado o Campeonato Europeu de Rali (ERC) até ser extinto no final de 2018.
Era disputado na Grécia, nas duras e sinuosas estradas cobertas de pó e pedras nas montanhas ao redor de Atenas, em pleno Verão.
O ponto alto do rali era a Super Especial em Markopoulo Olympic Equestrian Centre. Em 2005 foi considerado o rali do ano.
Devido a problemas financeiros, atrasos nos pagamentos à FIA e negligência dos patrocinadores em promover o evento, o Rali da Acrópole acabou após a 67ª edição em 2018.

## Vencedores

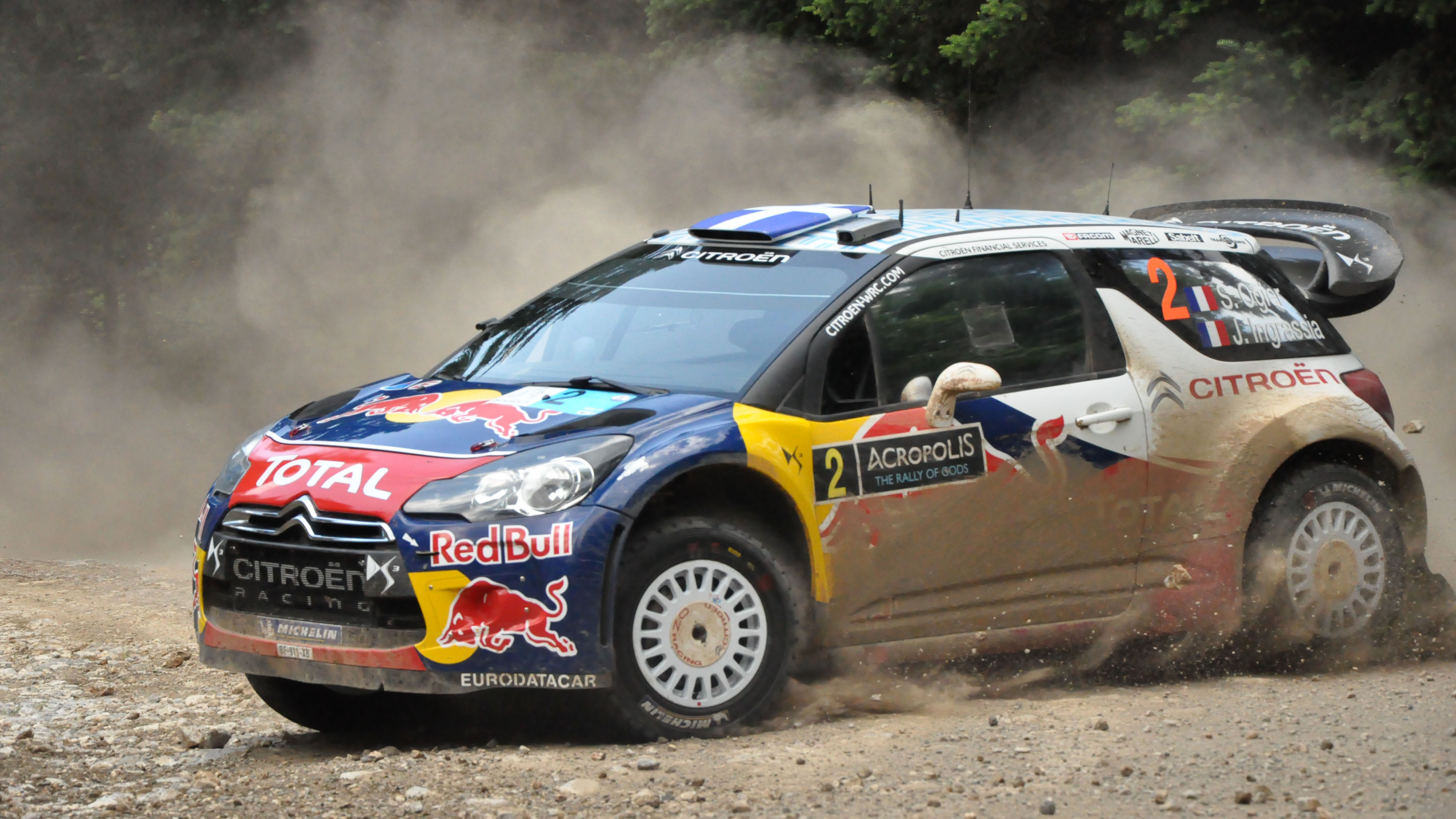
Sébastien Ogier em Citroën DS3 WRC no rali da Acrópole de 2011

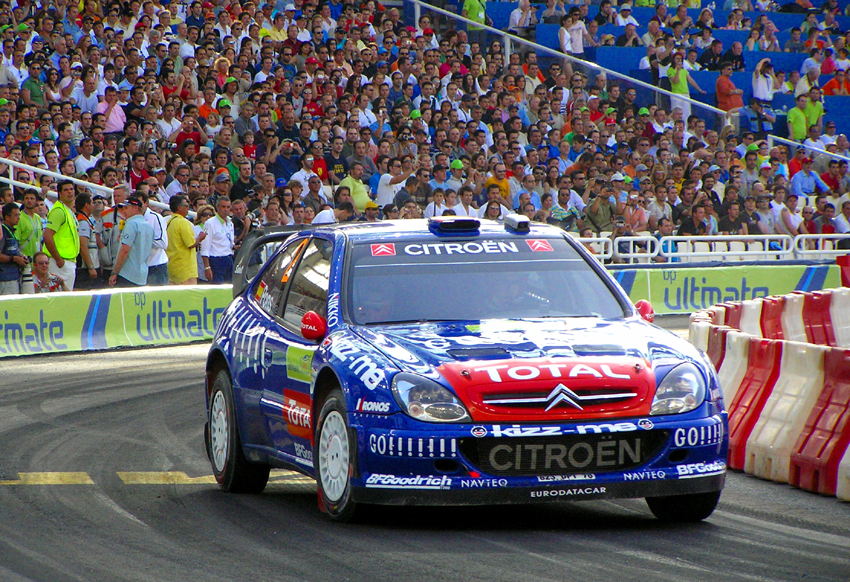
Xavier Pons em Citroën Xsara WRC no rali da Acrópole de 2006

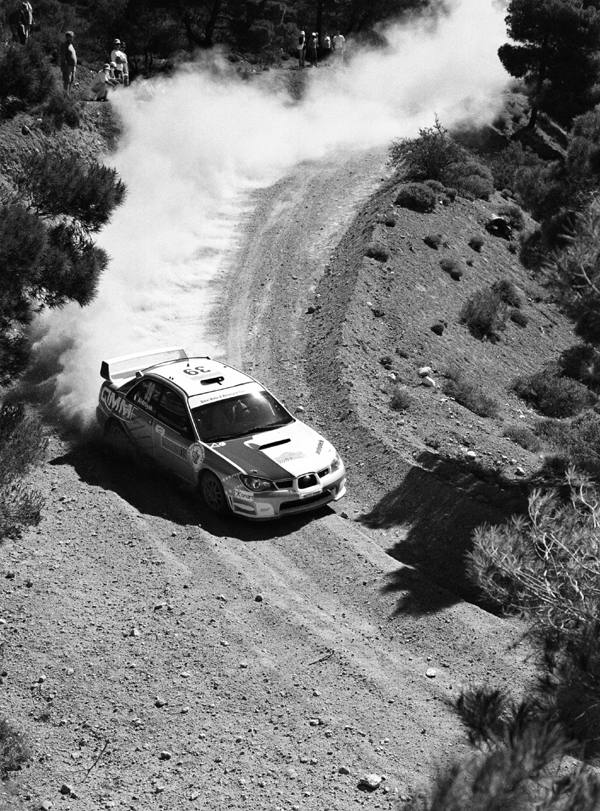
Nasser Al-Attiyah em Subaru Impreza WRX STI no rali da Acrópole de 2006

| Ano       | Vencedor                                      | Carro                                         | Campeonato                                    |
| --------- | --------------------------------------------- | --------------------------------------------- | --------------------------------------------- |
| 2024      | Thierry Neuville                              | Hyundai i20 N Rally1                          | WRC                                           |
| 2023      | Kalle Rovanperä                               | Toyota GR Yaris Rally1                        | WRC                                           |
| 2022      | Thierry Neuville                              | Hyundai i20 N Rally1                          | WRC                                           |
| 2021      | Kalle Rovanperä                               | Toyota Yaris WRC                              | WRC                                           |
| 2019-2020 | Não realizado                                 | Não realizado                                 | Não realizado                                 |
| 2018      | Bruno Magalhães                               | Škoda Fabia R5                                | ERC                                           |
| 2017      | Kajetan Kajetanowicz                          | Ford Fiesta R5                                | ERC                                           |
| 2016      | Ralfs Sirmacis                                | Škoda Fabia R5                                | ERC                                           |
| 2015      | Kajetan Kajetanowicz                          | Ford Fiesta R5                                | ERC                                           |
| 2014      | Craig Breen                                   | Peugeot                                       | ERC                                           |
| 2013      | Jari-Matti Latvala                            | Volkswagen                                    | WRC                                           |
| 2012      | Sébastien Loeb                                | Citroën                                       | WRC                                           |
| 2011      | Sébastien Ogier                               | Citroën                                       | WRC                                           |
| 2010      | Não realizado                                 | Não realizado                                 | Não realizado                                 |
| 2009      | Mikko Hirvonen                                | Ford                                          | WRC                                           |
| 2008      | Sébastien Loeb                                | Citroën                                       | WRC                                           |
| 2007      | Marcus Grönholm                               | Ford                                          | WRC                                           |
| 2006      | Marcus Grönholm                               | Ford                                          | WRC                                           |
| 2005      | Sébastien Loeb                                | Citroën                                       | WRC                                           |
| 2004      | Petter Solberg                                | Subaru                                        | WRC                                           |
| 2003      | Markko Märtin                                 | Ford                                          | WRC                                           |
| 2002      | Colin McRae                                   | Ford                                          | WRC                                           |
| 2001      | Colin McRae                                   | Ford                                          | WRC                                           |
| 2000      | Colin McRae                                   | Ford                                          | WRC                                           |
| 1999      | Richard Burns                                 | Subaru                                        | WRC                                           |
| 1998      | Colin McRae                                   | Subaru                                        | WRC                                           |
| 1997      | Carlos Sainz                                  | Ford                                          | WRC                                           |
| 1996      | Colin McRae                                   | Subaru                                        | WRC                                           |
| 1995      | Aris Vovos                                    | Lancia                                        |                                               |
| 1994      | Carlos Sainz                                  | Subaru                                        | WRC                                           |
| 1993      | Miki Biasion                                  | Ford                                          | WRC                                           |
| 1992      | Didier Auriol                                 | Lancia                                        | WRC                                           |
| 1991      | Juha Kankkunen                                | Lancia                                        | WRC                                           |
| 1990      | Carlos Sainz                                  | Toyota                                        | WRC                                           |
| 1989      | Miki Biasion                                  | Lancia                                        | WRC                                           |
| 1988      | Miki Biasion                                  | Lancia                                        | WRC                                           |
| 1987      | Markku Alén                                   | Lancia                                        | WRC                                           |
| 1986      | Juha Kankkunen                                | Peugeot                                       | WRC                                           |
| 1985      | Timo Salonen                                  | Peugeot                                       | WRC                                           |
| 1984      | Stig Blomqvist                                | Audi                                          | WRC                                           |
| 1983      | Walter Röhrl                                  | Lancia                                        | WRC                                           |
| 1982      | Michèle Mouton                                | Audi                                          | WRC                                           |
| 1981      | Ari Vatanen                                   | Ford                                          | WRC                                           |
| 1980      | Ari Vatanen                                   | Ford                                          | WRC                                           |
| 1979      | Björn Waldegård                               | Ford                                          | WRC                                           |
| 1978      | Walter Röhrl                                  | Fiat                                          | WRC                                           |
| 1977      | Björn Waldegård                               | Ford                                          | WRC                                           |
| 1976      | Harry Källström                               | Datsun                                        | WRC                                           |
| 1975      | Walter Röhrl                                  | Opel                                          | WRC                                           |
| 1974      | Cancelado devido à Crise do petróleo de 1973. | Cancelado devido à Crise do petróleo de 1973. | Cancelado devido à Crise do petróleo de 1973. |
| 1973      | Jean-Luc Thérier                              | Alpine-Renault                                | WRC                                           |
| 1972      | Håkan Lindberg                                | Fiat                                          | IMC                                           |
| 1971      | Ove Andersson                                 | Alpine-Renault                                | IMC                                           |
| 1970      | Jean-Luc Thérier                              | Alpine-Renault                                | IMC                                           |
| 1969      | Pauli Toivonen                                | Porsche                                       |                                               |
| 1968      | Roger Clark                                   | Ford                                          |                                               |
| 1967      | Paddy Hopkirk                                 | Mini                                          |                                               |
| 1966      | Bengt Söderström                              | Lotus                                         |                                               |
| 1965      | Carl-Magnus Skogh                             | Volvo                                         |                                               |
| 1964      | Tom Trana                                     | Volvo                                         |                                               |
| 1963      | Eugen Böhringer                               | Mercedes-Benz                                 |                                               |
| 1962      | Eugen Böhringer                               | Mercedes-Benz                                 |                                               |
| 1961      | Erik Carlsson                                 | Saab                                          |                                               |
| 1960      | Walter Shock                                  | Mercedes-Benz                                 |                                               |
| 1959      | Wolfgang Levy                                 | Auto Union                                    |                                               |
| 1958      | Luigi Villoresi                               | Lancia                                        |                                               |
| 1957      | Jean-Pierre Estager                           | Ferrari                                       |                                               |
| 1956      | Walter Shock                                  | Mercedes-Benz                                 |                                               |
| 1955      | Johnny Pesmatzoglou                           | Opel                                          |                                               |
| 1954      | Pétros Papadópoulos                           | Opel                                          |                                               |
| 1953      | Nikos Papamichail                             | Jaguar                                        |                                               |
| 1952      | Johnny Pesmatzoglou                           | Chevrolet                                     | (como ELPA Rally)                             |
| 1951      | Petros Peratikos                              | Fiat                                          |                                               |

## Vitórias múltiplas (apenas WRC)
| # Vitórias | Pilotos (24)       | Anos vitórias                |
| ---------- | ------------------ | ---------------------------- |
| 5          | Colin McRae        | 1996, 1998, 2000, 2001, 2002 |
| 3          | Walter Röhrl       | 1975, 1978, 1983             |
| 3          | Miki Biasion       | 1988, 1989, 1993             |
| 3          | Carlos Sainz       | 1990, 1994, 1997             |
| 3          | Sébastien Loeb     | 2005, 2008, 2012             |
| 2          | Björn Waldegård    | 1977, 1979                   |
| 2          | Ari Vatanen        | 1980, 1981                   |
| 2          | Juha Kankkunen     | 1986, 1991                   |
| 2          | Marcus Grönholm    | 2006, 2007                   |
| 2          | Thierry Neuville   | 2022, 2024                   |
| 1          | Jean-Luc Thérier   | 1973                         |
| 1          | Harry Källström    | 1976                         |
| 1          | Michèle Mouton     | 1982                         |
| 1          | Stig Blomqvist     | 1984                         |
| 1          | Timo Salonen       | 1985                         |
| 1          | Markku Alén        | 1987                         |
| 1          | Didier Auriol      | 1992                         |
| 1          | Richard Burns      | 1999                         |
| 1          | Markko Märtin      | 2003                         |
| 1          | Petter Solberg     | 2004                         |
| 1          | Mikko Hirvonen     | 2009                         |
| 1          | Sébastien Ogier    | 2011                         |
| 1          | Jari-Matti Latvala | 2013                         |
| 1          | Kalle Rovanperä    | 2021                         |

| # Vitórias | Construtor (13) | Anos vitórias                                                                |
| ---------- | --------------- | ---------------------------------------------------------------------------- |
| 13         | Ford            | 1977, 1979, 1980, 1981, 1993, 1997, 2000, 2001, 2002, 2003, 2006, 2007, 2009 |
| 6          | Lancia          | 1983, 1987, 1988, 1989, 1991, 1992                                           |
| 5          | Subaru          | 1994, 1996, 1998, 1999, 2004                                                 |
| 4          | Citroën         | 2005, 2008, 2011, 2012                                                       |
| 2          | Audi            | 1982, 1984                                                                   |
| 2          | Peugeot         | 1985, 1986                                                                   |
| 2          | Toyota          | 1990, 2021                                                                   |
| Hyundai    | 2022, 2024      |                                                                              |
| 1          | Alpine-Renault  | 1973                                                                         |
| 1          | Opel            | 1975                                                                         |
| 1          | Datsun          | 1976                                                                         |
| 1          | Fiat            | 1978                                                                         |
| 1          | Volkswagen      | 2013                                                                         |